# Altered Beast
Altered Beast es un videojuego de arcade del año 1988, creado y distribuido por Sega para arcade y la Mega Drive. Tras su lanzamiento como arcade fue adaptado a diferentes consolas y ordenadores personales. Makoto Uchida, el creador de Golden Axe, fue el creador principal del juego. Era el juego incluido con la consola de Sega Mega Drive/Genesis cuando se lanzó ese sistema en 1988; tres años después fue reemplazado por Sonic the Hedgehog.

## Argumento
Altered Beast es un videojuego de Yo contra el barrio en el que controlamos a un centurión que murió en batalla.
Este centurión fue devuelto a la vida por Zeus para rescatar a su hija Atenea de Neff, el malvado Señor del Mundo Oculto. El jugador pelea contra no-muertos y hordas demoníacas, controlando al héroe cambiante de forma. Hay que superar varios niveles para rescatar a la diosa secuestrada.
En el camino nos encontraremos con cerberos azules que tendremos que cazar. Una vez muertos, soltarán una pequeña esfera espiritual que comenzará a flotar, y si conseguimos atraparla veremos como el cuerpo de nuestro protagonista se va transformando aumentando su musculatura hasta la 3º esfera espiritual, en la que se transformará en una bestia muy poderosa (Metamorfo) que variará en función del nivel en el que estemos. Para abrirnos camino usaremos puñetazos y patadas (en forma humana) o ataques a distancia como bolas de energía (cuando estamos transformados en bestias).
Un detalle curioso es que sólo al transformarse en hombre lobo puede verse toda la secuencia de transformación.

## Legado
Un juego fue hecho para PlayStation 2 por SEGA, conocido como Jūōki: Project Altered Beast en Japón y simplemente Altered Beast en Europa. El juego no tuvo versión para Norteamérica. En Japón es valorado 17+, pero en Europa es valorado 12+ por PEGI, a pesar de su elevado contenido gore y las escenas tremendamente violentas del juego, que no fueron retocadas ni censuradas.
En lugar de ser una continuación del videojuego original, es un juego con historia propia e independiente, cronológicamente situado en la época actual y/o moderna. En este videojuego, el jugador controla a Luke Custer un Genoma Cyborg, un humano con los ADN de animales modificados en los cuales este se puede transformar. La bestias en las que se puede transformar son un Hombre lobo, un Tritón, una Garudá, un Wendigo, un Minotauro en llamas y un Dragón de truenos. Hay una serie de Jefes difíciles y puzles en el juego y también ciertas transformaciones especiales para los jugadores que terminan el juego en sus distintos modos, como un Hombre tigre blanco, un Oso pardo y Alienígenas clonados UWH (Humano Ingrávido No Identificado). 
Altered Beast: Guardián de los reinos: esta es una secuela del juego arcade para Game Boy Advance hecho por THQ con la misma pantalla lateral del juego original. Incluye poderes, nuevas bestias y escenarios destruibles. Un hombre Lobo (llamado Canis), un hombre serpiente (Nagi), un Dragón (Draco), un hombre tigre (Smilodon), una tortuga con espinas (Terapis), un hombre tiburón (o charodon), un hombre rinoceronte (Kerathos), un águila (Avión), un escorpión (Skorpios) y una Químera.